# Славонски брод
Вижте пояснителната страница за други значения на Брод.
Славонски брод (на хърватски: Slavonski Brod) е град в историческата област Славония в Хърватия, отстоящ на 197 км югоизточно от столицата Загреб. Градът е най-голямото населено място и административен център на Бродско-посавска жупания, и шести по големина град в Хърватия. Населението на общината през 2011 година възлиза на 59 141 души, от които в рамките на самия град живеят 53 531 жители.

## Общи сведения
Славонски брод е пограничен град разположен на левия бряг на река Сава срещу босненския град Босански брод. Градът е речно пристанище на река Сава.

## История
На това стратегическо място, където се пресичат сухоземни и речни пътища, е съществувало селище от древни времена. Около 300 г. пр.н.е. тук се заселват келтите, които издигат крепост, за да овладеят контрола върху пътя свързващ Панония с Адриатическото крайбрежие. По време на Римската империя на това място е изградена пътна станция и крепост на римския флот под името Марсония. Вероятната година на създаване на пътната станция е 30 г. пр.н.е. След отслабването на имперската мощ районът е обект на чести нападения от страна на хуни, авари и славяни. От 9 в. славяните трайно се заселват в областта и градът се управлява от местните князе.
С името Брод градът за първи път се споменава през 1224 г. в указ на унгарския крал Бела IV. Етимологията на думата брод е с изконното славянско значение – „плитко място за преминаване на река“.
В началото на 16 в. Брод е част от владенията на деспот Иваниш Берислав (1504 – 1514), прочул се с борбата си против османците. Въпреки отчаяната съпротива през 1536 г. градът е превзет от турците и е удържан от тях до края на 17 в., когато в хода на Австро-турската война е завладян от Австро-Унгария. Мюсюлманското население на града се изселва в Босна.
Като част от Австро-Унгарската империя градът се развива бурно и се превръща в голям търговски и занаятчийски център, а в културно отношение в значителна степен е повлиян от францисканците. По заповед на принц Евгений Савойски в Брод е издигната мощна отбранителна крепост, която е запазена и до наши дни. След Първата световна война Брод попада в границите на Кралството на сърби, хървати и словенци и от 1934 г. носи сегашното си име Славонски брод.
В периода 1941 – 1945 г. градът е част от Независима хърватска държава и през 1943 - 1944 г. пострадва сериозно от бомбардировките на западните съюзници, които извършват 27 въздушни нападения над околностите му. След Втората световна война в границите на Югославия Брод е напълно възстановен и се превръща в голям индустриален център с машиностроителни предприятия (за производство на локомотиви, трамваи и др.), дървообработваща, химическа и лека (текстилна и хранително-вкусова) промишленост.
От 1991 г. след разпада на Югославия Брод е част от независима Хърватия.

## Архитектурни и културни забележителности
- Крепостта на Брод - добре запазено крепостно съоръжение от 18 в., построено от Ерцхерцогство Австрия за защита от османците;
- Францискански манастир от 18 в. в бароков стил;[5]
- Важно ежегодно културно събитие през април – май е фестивалът „В света на приказките“ в чест на признатата като най-добрата хърватска детска писателка Ивана Бърлич-Мажуранич, живяла дълги години в Славонски брод;
- Фолклорният фестивал Бродско коло (Бродско хоро), организиран ежегодно от 1962 г. насам през юни месец;
- Фестивал на патриотичните народни песни през май месец.

## Известни личности
Родени в Славонски брод
- Дени Алар (р. 1990), футболист
- Марио Манджукич (р. 1986), футболист
- Дубравка Ораич-Толич (р. 1943), литературна теоретичка
- Миа Чорак Славенска (1916 – 2002), балерина
- Бранко Радичевич (1824 – 1853), поет

## Побратимени градове
Славонски Брод е побратимен с  Целе, Словения.